# Кухтенко Олександр Іванович
Олекса́ндр Іва́нович Кухте́нко (11 березня 1914, Городня — 18 грудня 1994, Київ) — український науковець у галузях механіки та технічної кібернетики, академік АН УРСР (з 1972 року, член-кореспондент із 1964 року).

## Біографічні відомості
Народився 11 березня 1914 року в місті Городні (тепер Чернігівської області). У 1936 році закінчив Донецький індустріальний інститут. Після закінчення працював в інституті до 1941 року. Учасник німецько-радянської війни.
З 1946 року до 1955 року працював в Інституті гірської механіки АН УРСР, в 1955–1963 роках — у Київському інституті інженерів цивільної авіації (з 1956 року — професор). З 1963 року працював в Інституті кібернетики АН УРСР.

Могила Олександра Кухтенка

Жив у Києві, в будинку на вулиці Володимирській, 51/53. Помер у 80-річному віці 18 грудня 1994 року. Похований разом з дружиною на Байковому кладовищі (ділянка № 49а, 50°24′59.55″ пн. ш. 30°30′5.4″ сх. д. / 50.4165417° пн. ш. 30.501500° сх. д.).

## Наукова діяльність
Роботи Олександра Івановича присвячені аналітичній механіці, теорії автоматичного керування (теорія інваріантості та її технічних додатків), теорії систем (побудова основ аксіоматичної теорії динамічних керованих систем) і її додаткам в галузі побудови складних технічних систем керування.
Сфера його наукових концепцій включала як теоретичний базис кібернетики, так і її прикладний напрямок. До першого належать його роботи в області абстрактної й загальної теорії систем. До другого (прикладного) напрямку належать роботи в галузі систем, інваріантних до збурювань.
Його концепція загальної теорії систем визначена як науковий напрямок, орієнтований на вивчення теоретичних і прикладних проблем аналізу та синтезу складних систем довільної природи. Як основу для їхньої єдності прийнята аналогічність (ізоморфізм) процесів, що протікають у системах різного типу (технічних, біологічних, економічних, соціальних, екологічних і тому подібне).

## Педагогічна діяльність
При особистій участі Олександра Кухтенка в Київському політехнічному інституті на базі науково-дослідницького сектору кафедри математичних методів системного аналізу 15 грудня 1990 року був створений науково-дослідний інститут міждисциплінарних досліджень (НДІМД).
Ідеологічні основи міждисциплінарних досліджень, прогресивні наукові напрямки НДІМД, запропоновані О. І. Кухтенком, і сполучення наукових розробок з навчальним процесом послужили надалі базою для створення Навчально-наукового комплексу «Інститут прикладного системного аналізу» у системі НАН України та Міністерства освіти та науки України.
Серед учнів — доктор технічних наук Валерій Азарсков.

## Відзнаки

меморіальна дошка

Заслужений діяч науки УРСР. Двічі лауреат Державних премій України в галузі науки і техніки:
- 1978 — за «Енциклопедію кібернетики» в двох томах, опубліковану в 1973—1974 роках[1];
- 1991 — за цикл монографій з теорії інваріантності та її застосування у системах автоматичного управління[2].
- Лауреат Премії НАН України імені В. М. Глушкова

## Вшанування пам'яті
26 вересня 2006 року в Києві, на одному з корпусів Національного авіаційного університету по проспекту Комарова, 1, де Олександр Кухтенко працював з 1956 по 1982 рік, йому встановлено бронзову меморіальну дошку.